# 転売屋
転売屋（てんばいや、英語: reseller)とは、主にフリマアプリやネットオークションや協力者などを販路に用いて、需要が供給を上回るとみなしたモノを大量に買占めて、高額で転売して利益を得ることを目的とした虚業を、専業や副業で行う者。転売ヤー（てんばいやー)ともいう。
「転売ヤー」という表記はインターネットスラングと見なされることも多いが、総務省等も人気商品や入手困難な限定商品を買い占め、高く売り払う行為を問題と見なしており、「いわゆる『転売ヤー』」と表記している。
チケットの転売行為を行う転売屋は「ダフ屋」とも言われる。
本項目では、転売行為そのものの内容についても扱う。

## 概要
主に数量が限定されるなどの理由で入手が困難であり、希少性がある商品を転売目的で購入（本人もしくはアルバイト等で雇われた複数人）して買い占め、インターネットオークションやフリマアプリなどのインターネットを介し高値で販売し、輸送便で発送することを生業・趣味とした一般個人を指す。ただし、株式、債権、通貨（暗号通貨を含む）および、金、銀、銅、プラチナ、原油、穀物などの先物といった金融商品や土地、不動産の売買を行う個人についてはこの語では呼ばれない。
コミックマーケットで販売される商品の場合は、その場に行けない人、行列に並ぶ手間や交通費などを節約したい人の手にも渡るという点で、転売屋にニーズが生まれる場合もある。
転売屋による買い占めが発生することで、制作・販売意図を設けて商品を取り扱っている運営者、計画性を練って生産・販売戦略を立てる製造・供給者、正規の価格や手段で購入したい需要者（客）の利益を損ねる行為として問題となっている。
日本では、チケット・乗車券に関してはダフ屋行為として一部の都道府県の迷惑防止条例で禁止されていたが、2019年に施行された特定興行入場券の不正転売の禁止等による興行入場券の適正な流通の確保に関する法律（チケット不正転売禁止法）によって全国的に禁止された。金券ショップにおいては、警察から古物商の許可を取得して店を構えて営業している点で異なる。
また、国民生活安定緊急措置法に基づき、国民生活との関連性が高い物資及び国民経済上重要な物資については転売が一時的に禁止される場合がある。
以下も転売行為であるが、違法ではない。
- 不用品の売買 - 不要になった家具、家電、ゲームソフト、衣類、自動車といった日用品をインターネットオークションへ出品したり、リサイクルショップへ持ち込んで買取を依頼するのも広義の「転売」に該当するが、よほどのプレミアがつかない限り、買取価格が販売時の価格を上回ることはなく、あまり問題にはならない。
- 中古車のように供給量が多く市場が成熟しているものも問題にならない。
- 株式や為替などの投機目的の取引 - 安い時に買い、養分の射幸心を煽る情報を流し、高くなったら売る。高い時に借りて空売り注文し、安くなったら買戻す注文を行い利益を得る行為。（仕手）
- 債権の売買 - 回収する能力が無い所有者から額面より安く購入し、購入金額より高く回収する、またはより高く売却するなどして利益を得る行為。
- 郵便切手やコインなどコレクションの文化が成熟し、カタログなどで市場価格が示されているものは、あまり問題にならない。記念切手や記念硬貨などはコレクターアイテムになることを予定して計画的に販売されることや、記念切手や特殊切手などは単価が安く大量に販売されることから希少性が低いことから利益が薄い。
- 書画骨董など市場が成熟して専門の販売業者が専門的な知識で真贋を鑑定して販売したりオークションにかける場合も問題にならない。作者から直接買い付ける機会が少ない、または作者が死亡している場合は必然的に転売となるためである。
- ブランドやメーカーが意図する商品を再販 - 英語のリセーラー（reseller）は[10] の語源から(「正規ディーラー」)という意味で「正規リセラー」と呼ぶ場合がある。
- せどり - 古書店・リサイクルショップで安価に販売されている古書・中古品を買い、高く売って利ざやを稼ぐ行為。またはそれを職業にする者を指す。

転売屋は、一般の消費者による小売価格での購入阻害、不適切管理された商品が流通する問題を起こしている。それでも「規制をするには規制の正当性を根拠づける十分な理由が必要」として、興行主が事前同意のない転売を明確に法で禁止している特定興行入場券(チケット不正転売禁止法)、コロナ禍のマスク・アルコール消毒製品やその類似機能品といった「国民生活」関連(国民生活安定緊急措置法)以外、日本の法律は転売業の規制については消極的姿勢になっている。
バブル経済期のように不動産価格が実需ではなく転売利益目的勢のせいで実態から乖離して高騰したり、上からのノルマ達成のために販売側が故意に転売ヤーと相互協力している携帯ショップ(携帯電話販売代理店)&通信キャリア(携帯電話通信回線事業者)のケースもある。
スマートフォンや免税品の「トクリュウ型」の組織的転売に勧誘する手口の一つとして、SNS上の「副業界隈」が犯罪ビジネスへのゲートウェイ（入口）になっている。日本では転売ヤーや組織的転売による悪影響が深刻な社会問題となっている。

## 転売対象に狙われやすい商品例
物を購入して他者に販売する行為であるため、原理的にはあらゆる商品を「転売」の対象にすることができるが、以下のような利益（価値）の高い物が対象となりやすい。
有料チケット（抽選ないし無料のチケットも含む場合がある）

人気芸能人の公演チケットや人気イベントの入場チケットなどを転売目的で大量に買い占める。ダフ屋にあたる行為で、後述のように逮捕されるケースも存在する。
対策として、施設側および券面において「チケットの転売を禁止する」旨の注意書きを明文化し、チケット購入に際して使用したクレジットカードなどで「購入者」と「来場者」の名義が同じであることを確認するなどの対策をしている例もある。
さらには、顔認証システムを活用して、チケット購入者本人が来場しているかどうか確認することもある。2014年にももいろクローバーZが、エンタテインメントの入場管理において世界で初めて導入した。NECの顔認証システム「NeoFace」を用いて、チケット購入時に顔写真を登録、会場入り口で顔認証しチケットを発券する。他のアーティストにも広がりつつあり、B’z、福山雅治、Mr.Children、BABYMETALが一部のコンサートなどで採用している。
限定・記念商品
コミックマーケットやワールドホビーフェスティバルなどの、いわゆるおたく向けのイベントや、人気芸能人のライブなどの会場で販売される「会場限定商品」、もしくは購入機会が限定される商品を転売目的で購入する。人気が予想される商品は、販売側が1人当たり1点～数点までの購入数を制限をしているが、転売屋が複数人のブローカー（対象の商品に興味のない者）を雇って買い占めを行う場合もあり、イベント主催者が問題視したこともある。また、ライブコマースを通じて需要を把握しながら買い占めるケースもある。弁護士の福井健策は、組織的に購入するため詐欺罪や威力業務妨害罪に問われる可能性があると指摘している。
商品自体に希少価値がなくとも、年始に販売される限定販売の福袋などは、販売価格に対して転売価格が上回ることを期待して買い占める。
また、観光ガイドなどの無料配布物であっても、大量に確保して転売する事例もあり問題となっている。
一般市販品では、漫画やアニメの限定商品をインターネットショッピングで大量に個別注文し、ショップを倉庫代わりにした、無在庫の転売行為（手元に現物がない状態での出品）を行っていた事例があり、ショップ側が転売屋と見られる顧客に対して警告を送った例もある。
2014年に東京駅にて販売された「東京駅開業100周年記念Suica」が、当日の購入希望者の殺到・混雑により販売中止となった際、転売目的の購入者が10万円から20万円もの高額で転売する事例が相次いだ。
希少性・話題性のある新製品・一般製品
人気商品または人気が予想される、何らかの出来事で注目された商品の場合、製造や流通の関係で通常の販売でも在庫が少ない場合がある。それら人気商品を買い占め主にネットオークションを利用して高値で転売を行う。人気ゲーム機・玩具や、iPhoneの新機種、転売地域には流通されていない商品（例としては、ごく一部のジャパニーズ・ウイスキーの銘柄）などが狙われやすく、海外（主に中国）から仕入れにやってくる転売屋も存在する。特典付きの雑誌なども転売の対象とされる。また、販売元がドロップシッピングを利用していないにもかかわらず、転売屋が利用して装う転売行為も存在する。
1996年の『たまごっち』 など、ブームの過熱に伴う転売が問題となった事例はたびたび起こっている。
2007年4月には、転売目的で量販店から大量に仕入れたゲーム機「プレイステーション3」を、海外に輸出したことを装って消費税の不正還付を受けていた業者が逮捕されている。
スニーカー業界では2010年代から著名人とのコラボレーションモデルなど限定品の増加と、中国やロシアなどでの需要増加により新品の転売市場が急激に成長しており、アメリカではスニーカー専門の転売業者がいる他、ソーホーなど高級ブランド店が軒を連ねる地域に希少性の高い未使用品を扱う転売品専門店も登場するなど、仮想通貨のような代替投資としての「投資商品」となっている。新型コロナウイルス感染症（COVID-19）の流行により実店舗が打撃を受ける中、スニーカーの転売市場はネット中心であったことから逆に拡大し、2019年8月のレポートでは2020年に90億ドルとの試算だったが、実際には290億ドル規模となった。またナイキも多くの実店舗が休業する中、ネット販売が好調となり増益となっている。これに関連する不祥事も起こり、ナイキの北米地区副社長の19歳の息子が限定品のスニーカーの転売ビジネスを展開し、辞任する事態となった。
2022年には、株式会社ヤクルト本社が製造・販売する乳酸菌飲料「ヤクルト1000」がSNSで好評の口コミが拡散されたことや、 4月4日に放送されたテレビ番組『しゃべくり007』（日本テレビ系）でマツコ・デラックスがヤクルト1000の効能について言及した事により、人気に火がつき、全国で品薄が続き、メルカリなどに相次いで高額で出品されるようになった。これに対し、当時ヤクルト本社では商品の高額転売の対策や増産を検討した。
災害の発生時に品薄になりうる特定の商品
2020年より始まった日本における新型コロナウイルス感染症（COVID-19）の流行においては、感染予防用のマスクや消毒用アルコールが大量に転売されるなど、社会問題となった。静岡県議会議員・諸田洋之が自身の経営する会社在庫の大量のマスクをインターネット上のオークションサイトで高額販売し、９００万円弱を売り上げた行為には多くの批判が集まった。同年、国民生活安定緊急措置法第26条及び第37条の規定に基づいて政令が改正され、3月10日に衛生マスク、5月22日には消毒等用アルコールの転売が禁止された。
また、新型コロナウイルス感染症の流行に伴う中国での生産への影響及び、世界的な外出の自粛による巣ごもり需要の拡大のために、ゲーム機の需要も増大し、例としてNintendo SwitchやPlayStation 5が品薄になり、高値での転売が行われ、特にPS5は影響が深刻となった。これはPS5が2022年ごろから著しい円安の影響が発生しても日本で大幅に値上げせず販売した結果、日本で購入した本体をすぐに海外で売った場合に利潤が生まれるケースがあったからであり、2024年にPS5が80000円代に値上げする形で騒動は収束した。
なお、規約などで転売目的での購入を禁止している業者もある。前述のコンサートチケットでは転売行為が発覚した場合は該当チケットを無効とするだけでなく、購入者をファンクラブからの退会処分とする転売対策も行われていることがある。また、Amazonなどのネットショッピングで出品の際、正規の仕入れを判断するため仕入明細の提出を求められる場合がある。

## 転売による影響・損害
他の製品やサービスの購買機会を逸失する
転売により適正価格で物品やサービスが提供されなくなった結果、その製品が適正価格で購入されたときに付随して販売できたであろう補完品の追加購入、イベントのチケットなどの場合は会場限定のグッズが購買されなくなり、経済全体に影響を及ぼす。
製品の宣伝機会の減少、逸失、新規購入層開拓の阻害
新シリーズの製品発売にあたり、ファン層開拓のために薄利多売で発売した第一弾の製品が転売屋によって値段を吊り上げられた}場合、消費者はシリーズそのものの価格が今後も吊り上げられると予測することで買い控えが発生し、シリーズ展開の計画見直しを余儀なくされる。さらに、販売店の棚の商品が少なくなり、低年齢層の子供の新規拡大を阻む要因にもなる。アメリカでは市場原理が露骨に反映し、高額転売されたチケットは富裕層にしか手が届かなくなった。
メーカーの生産計画の大幅な見直しを強いる
転売屋の買い占めの影響で製品が完売した場合、メーカーは「転売屋」と「本当にその製品を欲するユーザー」の割合が不明瞭となる。また、前述通り買い占めによる購入の断念なども発生するため、メーカーは次回分を出荷すべきか、出荷するとしてもどの程度の数量を出荷するかの判断に苦慮することになる。
保存条件の悪化・抜き取り行為などによる品質の劣化
常温で長期の保存ができない食品や飲料などを転売しようとした場合、適切な温度管理ができずに品質が劣化し、消費期限を過ぎてしまう場合もある。この場合、日本では食品衛生法違反など法律違反となる場合がある。適切に保管していないが故に商品に害虫が入り込んだ例がある。実際に令和の米騒動では転売屋が買い付けた米が適切に保管されていなかったが故にネットで転売屋が出品したであろう市価より安価な米を買った消費者が「米に虫がいた」と訴えるケースが散見されて問題になる。その他、トレーディングカードゲームなどのレアアイテムがランダムに封入された商品では、商品を手にとってパッケージの一部をまくったり、持参した計量器にかけたり、あるいは小型の金属探知機などにかけるなどでレアリティの高いものを探り当てて抜き取る行為が横行し、商品のパッケージを傷めるケースも見受けられた。こうした行為に対して、日本政府は個人を装って不良品を出品する業者を規制する方針を固めた。
転売屋によって買い占められた商品がどこかに適正価格で売れ残っていないか探すために、通販サイトを検索する時間、あるいは自宅近隣から遠く離れた実店舗に行くための時間の浪費や交通費の出費を余儀なくされる。さらに、商品数にも限りがあり、「1人1点限り」であっても予約や取り置きに応じてもらえないため、実店舗へ到着した頃にはすでに完売している場合も多く、多重の手間を強いられることになる。
メーカーや販売店のイメージダウン
転売屋の買い占めによって、本来予想していた必要数を店舗に置けないことにより、「このメーカー（もしくは店舗）は適正な数を入荷しておらず、品薄商法を行っている」と考えるユーザーやクレーマーが発生し、メーカーや販売店にマイナスイメージを与えるおそれがある。
犯罪行為の助長、反社会組織の資金源となる
古物商などの許可を持たずとも、オークションやフリーマーケットで大量の中古物件を売買した場合「業者」行為とみなされ、消費税や各種の税金を支払う義務が生じるが、転売行為を恒常的に行っている者には税金の存在を意識することはなく、脱税行為が常態化している場合がある。また、反社会組織の資金源として転売行為が利用される場合もある。

## 法令による規制

### 日本

#### 古物
原則として、日本国内において、いったん一般消費者の手に渡った物品（「古物」）を転売買して営業を行う者は古物営業法に基づく古物商許可を受ける必要がある。個人であっても、古物商許可を得ずにインターネットオークションその他で継続反復し、大量の転売買営業を行っている場合、古物営業法違反などで有罪となる事例がある。
※オークションで「販売業者」として認定される基準（古物営業法の取締基準と異なることに注意）
1. 過去1ヶ月に 200 点以上又は一時点において 100 点以上の商品を新規出品している場合
  - ただし、トレーディングカード、フィギュア、中古音楽CD、アイドル写真など、趣味の収集物を処分・交換する目的で出品する場合は、この限りではない。
2. 落札額の合計が過去1ヶ月に 100 万円以上である場合
  - ただし、「1点で 100 万円を超える高額の商品」（土地、家屋、自動車、絵画、骨董品、ピアノなど）については、同時に出品している他の物品の種類や数等の出品態様などをあわせ、総合的に判断される。
3. 落札額の合計が過去1年間に 1,000 万円以上である場合

#### チケット・乗車券
転売対象が乗車券、入場券や観覧券などのチケット類である場合は、古物商許可を取っていたとしても、ダフ屋営業として2020年東京オリンピック・パラリンピックを念頭に施行された特定興行入場券の不正転売の禁止等による興行入場券の適正な流通の確保に関する法律（チケット不正転売禁止法）違反 、迷惑防止条例違反、物価統制令 を適用して検挙される事例もある。特にイベントでは、チケットの譲渡・転売を禁止している場合、購入者以外がチケットを使用すると不正入場として警察に通報される可能性がある。
しかし、鉄道における乗車券は、チケット不正転売禁止法で規制する「特定興行入場券」の対象外とされているため、この不備を突く形で2023年11月23日で運行を終了したJR西日本の観光列車『奥出雲おろち号』の座席指定券や、2024年3月16日に金沢駅 - 敦賀駅間が延伸開業する北陸新幹線の指定券が、原価の100倍以上の高値でインターネット上で高額転売されており、乗車できない乗客が多数生じる事態となった。特に後者の件では、JR西日本が、当時ネット出品をしないよう呼びかけていた。

#### 生活関連物資
国民生活安定緊急措置法では、一定の条件下で生活関連物資の転売について特定標準価格を超えた販売に追徴金を科したり、5年の懲役および300万円の罰金をあわせた両方を刑事罰として科すこと等が規定されている。
近年では新型コロナウイルス感染症（COVID-19）の流行初期であった2020年に、衛生用マスクや消毒用アルコールが需要の拡大から供給が著しく不足し、その影響で価格の高騰が起き、高額な転売が横行していたことから同法の一部改正が行われ、マスクは同年3月15日、消毒用アルコールは同年5月26日から、それぞれ同年8月29日までの間高額での販売が禁止されていた。

#### 酒類
酒類の販売には酒税法により酒類販売業免許が必要になる。

#### たばこ
たばこの販売にはたばこ事業法により製造たばこの特定販売（輸入販売）又は小売販売には財務大臣の登録・許可を受けなければならない。

#### 医薬品
医薬品や向精神薬の販売には医薬品、医療機器等の品質、有効性及び安全性の確保等に関する法律（薬機法、旧薬事法）や麻薬及び向精神薬取締法により、販売地の都道府県知事の許可や免許が必要であり、無許可や無免許で販売することは禁止されている。

#### 外国人の営業活動
販売国を住居としていない外国人が在留資格に反する形で転売を職業とした場合は、出入国管理及び難民認定法（出入国管理法）違反で逮捕された例がある。この場合は、経営管理査証の取得が必要になる
。

### アメリカ合衆国
アメリカ合衆国では、2016年からチケット転売規正法であるBetter Online Tickets Sales Act（BOTS法）が施行されており、ボットを利用してオンライン上で転売する行為を禁止している。2021年1月には、このBOTS法違反に基づく措置として、連邦取引委員会がニューヨーク州にある転売業者3社に罰金を払うよう命じた。前述のようにBOTS法に違反しないスニーカーの転売市場などは好調になっている。

## 転売者やフリマサイト等への批判

### フリマサイト・オークションサイト・転売ヤーへの批判・規制要求
メルカリ、LINEヤフー、楽天グループ（ラクマ）といった大手フリマサイト・フリマアプリ・オークションサイトやアプリの運営会社（デジタル・プラットフォーマー）が、新規発売商品や転売対象となっている商品の出品を禁止（および自主規制を強化）するだけで転売を抑制できるにも関わらず、手数料で利益を得たいために高額転売を黙認していることや、スマートフォンとアプリだけでどこでも（自分のパソコンがなくても）出品できる手軽さが問題を拡大させている。
コロナ禍でのマスク・消毒液、特定興行入場券（チケット類）も、法的規制に乗り出すまで転売屋の儲かる商品となっていた。運営者は高く売れるほど手数料も多くなるため、転売屋とは共犯関係にあるから対処しない、または法制化後でないと規制しないなど、根強い非難の声がある。
転売行為は商品供給の公平性を欠くことや、転売屋やデジタル・プラットフォーマーのみが一方的に高額な利益を得るなど問題視される例がある。また、オフラインにおいて、転売「仕入れ」目的で販売場所の周辺にテントなどを設営し長期間居続けることも問題と指摘される。大和大学准教授の立花晃は、「古物商の資格も商品知識もない転売屋が、大量転売のためだけに店舗に並ぶケースもある」と語った。2021年7月26日、ホビーメディア「HOBBY Watch」はこの問題に触れ、「商品を紹介してもユーザーが買えないという状況は、情報誌の存在意義を大きく揺るがしてしまう。」「ジャンルそのものへの興味を奪いかねない転売屋は情報誌の理念と全く相容れない。」と批判した。
2016年8月には、音楽業界団体により、チケットの高額転売に反対する意見広告が朝日新聞と読売新聞に掲出され、この意見広告には、100組以上のアーティストが賛同人として名を連ねた。
2025年5月下旬、政府備蓄米の民間販売が注目される中、ヤフオク・メルカリ・ラクマなど大手フリマサイト・オークションサイトが備蓄米の出品禁止を発表した。背景には、米価格の高騰や、減反政策に由来する供給不安と市場の混乱懸念がある。コメの出品は継続して認めるものの、「政府備蓄米」に対してのみ、LINEヤフーは社会的影響の可能性を理由に禁止を明言し、メルカリはAI監視強化と削除・制限対応を明言し、楽天は自社販売品も含めラクマでの出品を停止した
任天堂の新型ゲーム機「Switch 2」は2025年6月5日に発売され、公式ECサイト「マイニンテンドーストア」では抽選販売に複数条件が設けられるほどの高い注目を集めた。任天堂はメルカリ、LINEヤフー、楽天と協力を発表するなどし、不正出品対策を強化した。Yahoo!オークションとYahoo!フリマでは「当面の間、出品自体を禁止」する一方で、メルカリやラクマでは高額転売の禁止措置を取らなかったため、高額転売や無断転載画像を使った出品が多発し、すでに転売屋との取引成立も発生している。

#### プラットフォーム運営による削除要請拒否と転売放置
デジタル・プラットフォーマーが高額転売へ加担している実例として、2023年の東京都が住民税非課税世帯などを対象に物価高対策として無償配布した「東京おこめクーポン」（米や食料品）について、フリマサイトでの転売が相次いで確認されたものの、（罰則や処分がないのをよいことに）削除を拒否した件がある。配布された米袋には大きく「転売禁止」の文言が明記されていたが、一部の出品者は「転売禁止」の文言を隠し、AIによる写真の読み取りを防ぐ対策を施して販売していた。東京都は少なくとも4つのフリマアプリでの転売を確認し、運営企業に「自治体支給物資」の転売問題対策で出品削除を要請した。しかし、削除対応したのは1社にとどまり、他の3社は削除要請に応じなかった。このクーポン事業は、1世帯あたり約1万円相当の食品（米、白米パック、乾麺、飲料など）を選択式で配布するもので、総事業費は約296億円にのぼる。物資の受け取りは2023年3月以降に行われた。この事例は、「経済的弱者支援」の施策が本来の目的を逸脱して、転売屋に悪用されていることを示すものであり、「自治体の要請すら拒否するプラットフォーム側」の対応のあり方が問われていると報じられた。

#### LINEヤフーの転売禁止姿勢化・業界への呼びかけ開始
2025年6月4日に産経新聞とのインタビューでLINEヤフーは、自社が運営するYahoo!オークションおよびYahoo!フリマにおいて、悪質な転売行為への対策を強化する方針を打ち出した。これにより、以降から発売直後の商品や供給が不安定な物品について、独自の判断で出品禁止措置を講じるとした。特に、買い占めによる一時的な希少性の演出が見られる商品や、災害時の備蓄品などについては、社会的影響を鑑みて取引を制限する取り組みするとし、転売放置姿勢から転換した背景には、2025年発売予定の「Nintendo Switch 2」などの人気商品に対する転売需要の高まりがある。LINEヤフーは、メーカーや販売元など一次流通と連携し、フリマプラットフォームとしての社会的責任を強調し、。AIを活用した出品監視や、類似画像の自動検出、不審アカウントの排除などの技術的対応も進めている。この新方針により、後手だけの転売対策からフリマ事業者自身の判断で迅速に講じるとし、一次流通との情報共有も強化を含めて、業界全体での転売抑制の方向にしたいと発表した。

### 脱税
転売行為の利益については無申告のケースが非常に多い。国税庁が2020年11月27日に発表した所得税などの調査結果では、インターネット取引を行っている個人について、1877件中1680件で無申告が明らかになっており、追徴課税は65億円に及んでいる。また、2023年4月までに、トレーディングカードの転売を行っていた神戸市内の男性3人と業者1社が2017年から2021年にかけ、大阪国税局から転売で得た利益について計約1億円の申告漏れを指摘されていたことが判明している。

### 無在庫転売や情報商材業者
そのほか、インターネットオークション、フリーマーケットサイトや個人が出店できるECサイトなどでは手元に商品がない状態の「無在庫転売・出品」を禁止しているが、この規約をかいくぐって無在庫転売を行う業者の中には、他の出品者の出品ページから写真や商品紹介ページをそのままコピー&ペーストし、別のECサイトやフリマサイトなどへ無断転載し出品を行い、注文があった場合はコピー元の出品者から商品を買うことで「仕入れ」を行う者がいる。また、こうした転売行為の指南書やツールを売りつけ、指南書の購入代金やサポート代金などという名目で高額な料金を詐取する悪質な情報商材業者の存在が指摘されている。

### 転売ヤーや転売擁護による騒動
人気コーヒーショップの福袋買い占め・転売騒動
2016年1月2日、コーヒーショップ「スターバックス」の店舗において、福袋の販売が行われた。この日は早朝から多くの購入希望者が行列を作って販売開始を待っていたが、列の先頭にいたグループがその日準備されていた福袋を全て買い占めてしまう事例が発生した。さらにこの買い占めを行った者は、テーブルに多くの福袋を並べて買い占めの成果を自慢する写真をSNSに投稿し「個数制限がないのが悪い」として自身の買い占めを正当化した。その後、福袋の多くがフリーマーケットサイトにおいて転売されていることが確認された。このことに対し、買い占めをした者のモラルのなさと、個数制限を設けなかったスターバックスの両方に多くの批判が寄せられた。
転売屋グループによる限定品人形の買い占め騒動
2018年3月31日、百貨店「京都高島屋」において、球体関節人形「スーパードルフィー」の受注生産受付が行われた。この商品は中原淳一の作画を模した限定品で、1体につき12万4000円と高額であったが、当日は約200人が注文を希望して行列を作った。
商品は全部で100体の限定販売とされており、「1人につき2体まで」の制限がかけられ、列の先着50人に整理券が配布されたが、受付が始まると先頭に居た男性客が自分の分を注文した後に「この人の分も私が支払う」と、2番目に並んでいた客の代金も支払うことを申し出て、それを整理券が配られた全員分繰り返した。受付終了後、人形100体の発送先が全て同一の住所であったことから、先頭の男性とその後の49人は人形の入手を目的としたグループであったことが判明した。さらに、中国の通販サイトに「京都高島屋限定」と題してこの人形の高額転売ページが作成された。この出来事に対して、転売屋グループによる買い占めだとする批判がネット上で殺到した。
京都高島屋は販売方法に不備があったことを認めながらも、同グループが転売屋であることを証明できないとして、通常通りの手続きで人形を手渡した。これを教訓とし、同年5月に同じ人形の受注生産受付を行った日本橋高島屋は、受付方法を先着順ではなく抽選方式に改め、支払い方法を代金引換のみにすることで対応した。
雑誌編集者による転売擁護と批判
2019年末より始まった新型コロナウイルス感染症の世界的流行下における巣ごもり需要が追い風となり、ホビー商品であるガンプラの品薄が続いた。ガンプラを販売するBANDAI SPIRITSは、2020年12月に新工場を稼働させ生産能力を拡大した。この状況下において、2021年7月24日にホビー情報誌「月刊ホビージャパン」および「ホビージャパンEX」の編集者がSNS上で、「メーカーや小売り、問屋の売り上げはしっかり立つから業界的には安泰」などの転売行為を容認するような見解を述べた。この投稿に対して批判が相次ぎ炎上、同編集者は投稿内容を撤回して謝罪した。
この問題を受けて株式会社ホビージャパンは「当該編集者の見解は社の意見と異なるものであり、ホビーに携わるものとしていかなる転売行為や買い占めも許容しない」という声明を公表するとともに、当該編集者を社内規定に則り処分する旨を発表し、謝罪した。2021年7月26日には公式サイトで処分を発表、当該編集者を退職処分としたほか、管理監督者である、常務取締役編集制作局長と「月刊ホビージャパン」の編集長・副編集長も譴責の上、それぞれ取締役・副編集長・デスクへの降格処分となった。
ガンプラのファンであり社会学者の大和大学准教授の立花晃は、「ホビーの楽しさやプラモデルの作り方を伝えてきた老舗の『ホビージャパン』としては、値段を吊り上げたと思われたことが非常にショックだったのではないか。」と考察した。
ハッピーセットの食品放棄
2025年5月、日本マクドナルドのハッピーセットに付いている『ちいかわ』の玩具が買い占められた。玩具を取り出し、大量の食品を店舗内に放置する購入者が現れたことで、SNS上でマクドナルドへの批判の声が相次いだ。

## 転売に対する店舗の対策

### 個数制限を行う、購入に条件を設ける
販売店やECサイトで1人が購入できる個数を制限する（例：「お一人様一点限り」「同一住所への大量発送の注文をキャンセルする」）、購入時に特定の条件を設ける（例：「店の会員カードを所持していること」「他支店・系列店舗での購入履歴がある場合は購入不可」「購入希望の商品名を確認する」「中学生以下限定」など）。2021年1月、ヨドバシカメラは転売業者対策としてクレジットカード限定の店頭販売を行った。
2021年から、トヨタ自動車のランドクルーザー（2021年式・300系）の販売時に、「登録後1年以内はオークションへ出品しない」「不適切な輸出につながる可能性がある場合、取引を解消する」「海外に輸出しない」旨の誓約書の記名と提出を購入の条件に加えるようになった。これは、海外に輸出されることでテロリストに行き渡り、「武器」として転用されるのを防ぐため（外国為替及び外国貿易管理法違反を避けるため）としているが、これらの誓約書は法的な拘束力を有せず、条項を無視しても違法性がないため、転売の規制が進んでいない。

### 転売時の商品価値を下げる対策
転売に対し、販売店側もそのまま看過していたわけではなく、「商品価値＝転売時の買取価格」を下げるため独自の対策を講じ、転売屋の利益を極力発生させない工夫を施すようになった。主な例として、一度「パッケージ（外箱、シュリンクなどの梱包）が開封された」もしくは「使用された」状態にしてから引き渡すことで、「中古品」と査定されるため買取価格が下がるケースもあり、買取価格が購入時の価格を下回れば、転売屋にとっては赤字になる。
2021年8月19日、愛知県名古屋市の玩具店はプラモデルの転売対策として「商品購入時に内袋を開け、中に入っている成型物のランナー の一部を客に切り取ってもらい引き渡す」という対策を行った。ランナーは組み立てる人にとっては不要だが、買い取りサービス業者は開封・使用済みとなった商品を「中古品」と査定するため、買取時の商品価値が下がる。玩具店の店主は、「転売目的と思われる客に先に買われてしまい、常連客に売り切れを告げることが辛かった。目先の利益だけでなく、どれだけお店のファンを増やせるかを重視している。スタッフや常連客と相談して考案した」と話した。綺麗なまま保存しておきたいユーザーもいることから悩みもしたが、この対策は客の99％からは好意的に受け取られた。投稿を見たユーザーからも絶賛された。
その他、大手家電販売店のヨドバシカメラでは、2021年9月頃からプラモデルについては購入できる商品個数を制限するとともに、外箱に店舗名を記した捺印を行う対策を開始した。また、トレーディングカードゲームのカートン販売については、製品を保護しているビニール製のシュリンクや外箱を廃棄し、中身のカードパックのみを取り出して販売する対策を開始 。さらに、ジャンルに関わらず商品名を正確に言えない者を購入希望者の列から排除するなど、転売を目的としない本当に欲しいユーザーに商品を届ける姿勢に称賛の声が相次いだ。
神奈川県を中心に店舗を展開している家電量販店のノジマは、2021年10月からPlayStation 5の店頭での引き渡し時に外箱に購入者の名前を書いてもらうなどの、綿密な転売対策を行っている。これは「海外への流出を防ぐため」で、客の声などから「箱に名前が書いてある」だけで転売価値が1万円近く下がることがわかったためだという。
また、全国にテレビゲーム販売・レンタルビデオ店舗を展開しているゲオにおいても、2021年11月から、PlayStation 5のコントローラーを梱包している袋にバツ印を記入させる対策を取っている。
2022年3月、TSUTAYAとゲオはPlayStation 5の外箱に「開封済確認シール」の貼り付けを開始した。このシールはソニー・インタラクティブエンタテインメントが提供し、販売時にハサミなどで切って開封すると、箱の開口部分に剥がすのが難しいシールが残る。
2022年6月、NTTドコモはスマートフォンの購入時に外箱への記名や押印を割引施策を適用するための条件としたが、割引施策を適用しないのと引き換えに、外箱への記名や押印をしないままでの購入も可能としている。
後述のように、ユーザー側の要望を受けて追加生産を行うことでプレミア価格の成立を困難にするケースも出てきている。
2022年11月、トレーディングカードゲームのパックの上部を切り落としその場で開封する対策が登場した。転売時に写真の撮り方でごまかせないように明らかにわかる程度に切り落とす。

### 出品停止
- 2020年9月18日、ECサイト「Amazonマーケットプレイス」ではPlayStation 5の定価の数十倍での転売が多発し、出品を一律停止した[122]。

### アカウント削除・予約取り消し・情報非公開措置
- 2021年9月、玩具メーカー「BANDAI SPIRITS」は、バンダイナムコグループ公式通販サイト「プレミアムバンダイ」の会員規約を改訂し、アカウントの取得・使用目的が転売目的であると判断された場合、運営側の判断によりアカウント削除および、既に予約済みの製品予約を取り消し可能とする規約を追加した[123]。また、2022年初頭まではプラモデルの再販情報を自社サイトに掲載していたが、この情報を元に転売目的の客が店舗に押しかけて買い占めを行うなどの事例が多数発生していたため、2022年4月以降は再販情報の掲載を中止することとした。

## 転売に対するユーザーの対策

### 投書
2019年2月13日、衣料品チェーンストアしまむらにおいて、ゲーム「刀剣乱舞」とコラボしたトレーナーが販売店舗限定で販売されたが、買い占められ転売された。高田馬場店では、列の1番目に並んでいた人物が全て購入しようとし、最終的に警察沙汰にまで発展した。これに対し、ファンコミュニティ全体で転売ショップの違反を通報する活動を行い、しまむらへ再販を望む意見を送った。この事態を受け、しまむらが本商品の再販を決定した。
2021年9月には「刀剣乱舞無双」の数量限定版が転売されたが、ファンコミュニティ全体で転売品の不買運動をおこなった。制作陣へ意見を送ったことが功を奏し、代表取締役社長の働きかけを得て、数量限定版の追加生産が決定した。

### 買い控え
2021年10月23日には、VTuberグループ「ホロライブ」と、大手ディスカウントストア「ドン・キホーテ」とのコラボグッズが全国の店舗で数量限定で販売されたが、多数のグッズが転売屋により買い占められフリマサイトで転売された。これに対して、ホロライブのメンバーである不知火フレアらがファンに向け、転売屋からグッズを買わずに再販売を待つようSNSで呼びかけを行い、多くのファンがこれに同調した。ドン・キホーテ側もこの事態を受け、2日後の10月25日に予約通販決定を発表し対応した。